# جاك هامان
جاك هامان (بالفرنسية: Jacques Haman)‏ (30 أغسطس 1994 بغاروا في الكاميرون - ) هو لاعب كرة قدم كاميروني في مركز الهجوم. شارك مع منتخب الكاميرون لكرة القدم. أما مع النوادي، فقد لعب مع إمباكت مونتريال ونادي القطن وFC Montreal ‏.

## روابط خارجية
- جاك هامان على موقع قاعدة بيانات كرة القدم.إي يو (الإنجليزية)
- جاك هامان على موقع ناشيونال فوتبول تيمز (الإنجليزية)
- جاك هامان على موقع Soccerbase.com (لاعب) (الإنجليزية)
- جاك هامان على موقع Soccerway.com (الإنجليزية)
- جاك هامان على موقع عالم كرة القدم.نت (الإنجليزية)